# Орджоникидзевский район (Северо-Осетинская АССР)
Орджоникидзевский район — упразднённая административно-территориальная единица в составе Северо-Осетинской АО и Северо-Осетинской АССР, существовавшая в 1931—1963 годах. Административный центр первоначально размешался в городе Орджоникидзе (в состав район не входил), затем был перенесён в станицу Архонскую.

## Население
По данным переписи 1939 года в Орджоникидзевском районе проживало 26 514 чел., в том числе осетины — 70,9 %, русские — 27,0 %. По данным переписи 1959 года в районе проживало 30 300 чел.

## История
Дзауджикауский район был образован в 1931 году в составе Северо-Осетинской АО путём преобразования Дзауджикауского округа.
В 1935 году Дзауджикауский район был переименован в Орджоникидзевский район.
По данным 1940 года район включал 9 сельсоветов: Архонский, Гизельский, Дзаурикауский, Костинский, Нартовский, Ногирский, Рассвет, Фарновский и Фиагдонский.
В 1944 году Гизельский и Дзаурикауский с/с были переданы в Гизельдонский район.
По данным 1945 года район включал 8 сельсоветов: Архонский, Кировский, Костинский, Нартовский, Ногирский, Рассветский, Фарновский и Фиагдонский.
В 1956 году к Орджоникидзевскому району был присоединён Гизельдонский район.
В 1963 году Орджоникидзевский район был упразднён, а его территория передана в Пригородный район.